# Feechopf
Der Feechopf (schweizerdeutsch für Feekopf) ist ein 3887 m ü. M. hoher Berg in den Walliser Alpen in der Schweiz.

## Lage
Der Feechopf liegt in der Allalingruppe zwischen dem Alphubel im Nordwesten, von dem es durch das Alphubeljoch (3772 m) getrennt ist und dem Allalinhorn im Osten, mit dem er über das Feejoch (3807 m) verbunden ist. Der Bergrücken hebt sich nur wenig vom umgebenden Gelände seiner höheren und bekannteren Nachbarn ab. Sein Gipfel ist nicht vergletschert, befindet sich aber in unmittelbarer Nähe zum Feegletscher im Norden und dem Mellichgletscher im Süden.

## Erreichbarkeit
Am einfachsten ist der Feechopf von der Station Mittelallalin (Metro Alpin) in etwas mehr als einer Stunde erreichbar (Hochtour, WS), er wird aber meist nur überschritten, wenn man vom Mittelallalin den Alphubel anstrebt.